# Nakagin Capsule Tower
Nakagin Capsule Tower (jap. 中銀カプセルタワー  Nakagin Kapuseru Tawā) – nieistniejący budynek mieszkalno-biurowy zaprojektowany przez architekta Kisho Kurokawę, który znajdował się w Shimbashi w Tokio. Stanowił wzorcowy przykład architektury metabolistycznej.
Budynek został wzniesiony w 1972 w zaledwie 30 dni jako pierwszy na świecie budynek z wymiennymi modułami. Składał się z betonowego szkieletu i stu czterdziestu modułów („kapsuł”), tworzących trzynaście pięter. Każdy moduł miał jednakowe wymiary – 2,5m × 4,0 m i stanowił samodzielną (choć niewielką) przestrzeń mieszkalną lub biurową dla jednej osoby, zawierającą między innymi małą łazienkę i okrągłe okno. Powierzchnia mieszkalna (bez łazienki) wynosiła 8 m². Moduły mogły być przemieszczane i łączone w celu uzyskania większej przestrzeni i zmiany wyglądu budynku. Każdy moduł był połączony z jednym z dwóch głównych szybów (rdzeni budynku) i zaprojektowany był w sposób pozwalający na jego wymianę.

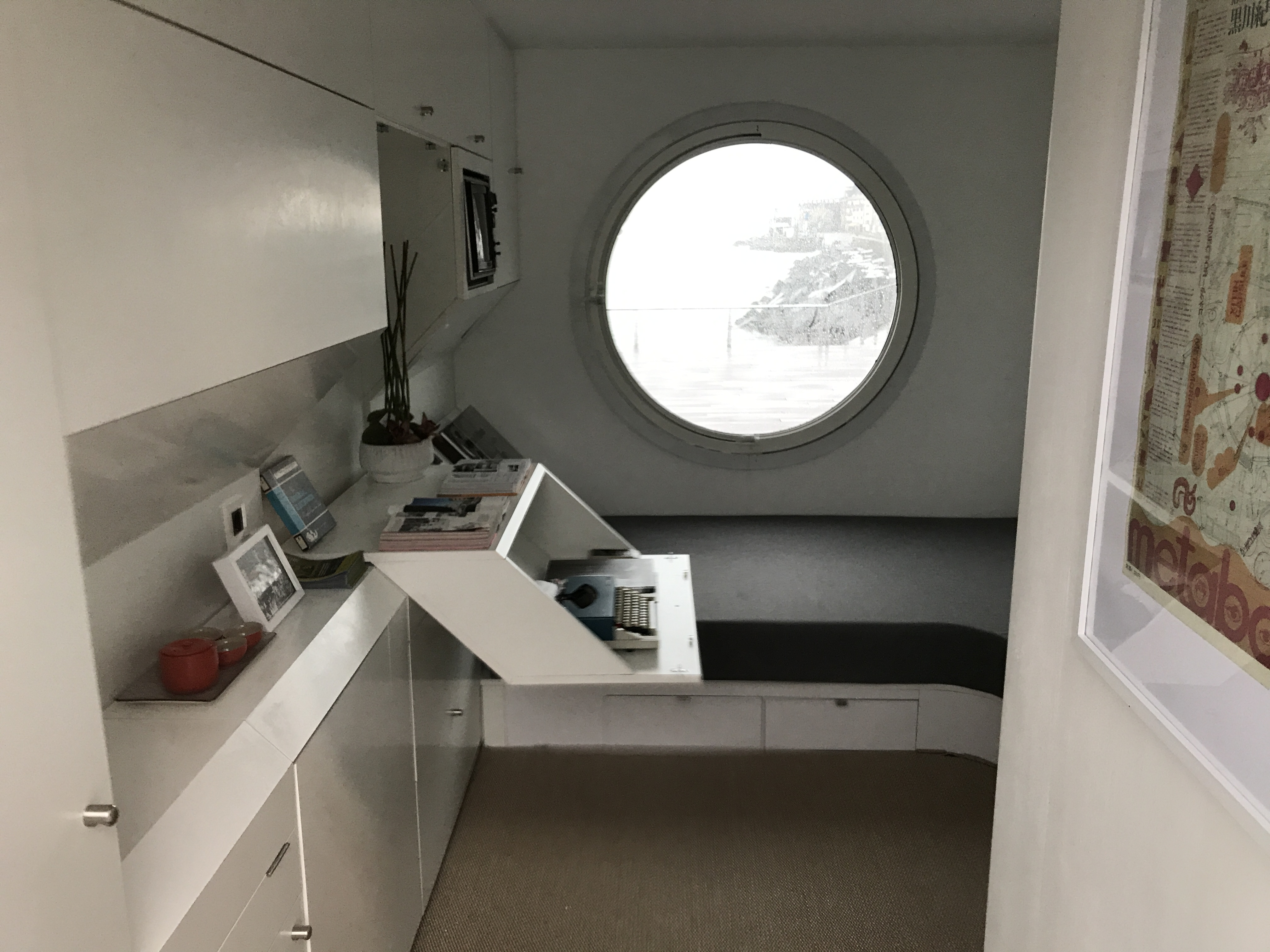
Wnętrze kapsuły mieszkalnej

Moduły zostały wyprodukowane i wyposażone przed ich wysłaniem na plac budowy, gdzie zostały przymocowane do betonowego szkieletu. Sposób zamocowania modułów umożliwia usunięcie jednego z nich bez wywierania wpływu na pozostałe. Moduły to spawane pudła składające się ze stalowej kratownicy pokrytej panelami z galwanizowanej stali. Panele zostały pokryte farbą zapobiegającą rdzewieniu.
Pod koniec istnienia budynek był wciąż użytkowany, ale z powodu braku konserwacji znajdował się w złym stanie technicznym. Według pierwotnego planu każda kapsuła miała być wymieniona po 25 latach. Nigdy jednak nie wymieniono żadnego modułu, zaniedbano kanalizację.
W kwietniu 2007 strona internetowa The Architectural Record poinformowała, że budynek zostanie usunięty. Wśród powodów tej decyzji wymieniano obawy związane z wykorzystaniem azbestu w jego konstrukcji oraz brak zabezpieczenia przed skutkami trzęsień ziemi. Właściciele kapsuł znaleźli developera, który zamierzał zakupić budynek, zburzyć go i zbudować inny obiekt w tym samym miejscu. Transakcja nie doszła jednak do skutku ze względu na bankructwo developera.
W 2018 roku niektórzy właściciele zaczęli wynajmować swoje jednostki pasjonatom architektury, którzy pragnęli doświadczyć pobytu w legendarnym budynku. W 2021 właściciele postanowili zdemontować kapsuły, odnowić je i przekazać do muzeów. Budynek ostatecznie rozebrano w 2022 roku. Zachowano 23 kapsuły. Jedną kupiło San Francisco Museum of Modern Art, kolejną, w celach promocyjnych, przedsiębiorstwo Yodogawa Steel Works. Muzeum Sztuki Nowoczesnej w Wakayamie – zaprojektowane przez Kisho Kurakawę – również dysponuje jedną kapsułą. Przed rozbiórką budynek został zeskanowany w technologii 3D, co pozwoli odtworzyć go w rzeczywistości wirtualnej.